# Sargus punctum
Sargus punctum är en tvåvingeart som först beskrevs av Lindner 1968.  Sargus punctum ingår i släktet Sargus och familjen vapenflugor.
Artens utbredningsområde är Madagaskar. Inga underarter finns listade i Catalogue of Life.